# 佐藤誼
佐藤 誼（さとう よしみ、1927年5月28日 - 2021年3月2日）は、日本の政治家、教諭。山形県高校教職員組合執行委員長を経て、衆議院議員を3期務めた。1998年勲三等旭日中綬章受章。

## 来歴・人物
山形県鶴岡市出身。山形師範学校、東北大学を卒業。山形県立鶴岡工業高等学校教諭、県高校教職員組合執行委員長等を歴任。1971年・1974年・1977年の参院選落選を経て、1979年の第35回衆議院選挙で旧山形2区から、安宅常彦の引退を受け日本社会党公認で立候補。トップ当選した自由民主党の加藤紘一に400票弱に迫る僅差で、初当選。以後当選3回。
旧山形2区は、1967年の第31回衆議院選挙以降、定数4議席を自由民主党と野党(日本社会党、社会民主連合)とで2議席ずつ分け合ってきたが、1986年の公職選挙法の部分改正による8増7減で減員区となった。死んだふり解散により同年行なわれた第38回衆議院選挙(衆参同日選挙)で、前回並みの得票を得るも3位当選の社会民主連合の阿部昭吾に2万票弱の差をつけられ落選。日本社会党は山形2区で1947年の第23回衆議院選挙以降保持してきた議席を失った。
2021年3月2日、老衰のため、山形市内の自宅で死去。93歳没。

## 著書
- 『太平洋戦争　私の戦争体験』佐藤 誼、2017年。